# Volvo Masters 1983
Il Masters 1983 (chiamato anche Volvo Masters 1983 per motivi di sponsorizzazione) è stato un torneo di tennis giocato sui campi in sintetico indoor del Madison Square Garden di New York negli Stati Uniti. È stata la 14ª edizione del torneo di singolare di fine anno, la 10ª del torneo di doppio di fine anno ed era parte del Volvo Grand Prix 1983. Il torneo si è giocato a New York dal 10 al 15 gennaio 1984.

## Campioni

### Singolare
John McEnroe ha battuto in finale   Ivan Lendl con il punteggio di 6–3, 6–4, 6–4.

### Doppio
Peter Fleming /  John McEnroe  hanno battuto in finale  Pavel Složil /  Tomáš Šmíd con il punteggio di 6–2, 6–2